# Edda Bustamante
Pour les articles homonymes, voir Bustamante.
Edda Bustamante, née à San Juan le 1er mai 1945, est une actrice argentine de cinéma, télévision et théâtre. Considérée comme sex-symbol du pays (pendant les années 1980), elle fait la couverture de nombreuses revues nationales, y compris Playboy, et elle participe à des films érotiques (ou picarescas). Elle est très populaire aussi à la télévision pendant ces mêmes années. Au théâtre, elle est considérée comme représentative de la culture underground.

## Biographie
Edda Bustamante se forme au ballet, au jazz et à d'autres dances dans l'Académie de dance de Nebita Alladio de González Maceyra, à San Juan. Elle s'y diplôme en 1967. Elle obtient aussi un diplôme de professeur de musique.
Elle passe quelques années à Mendoza, et y fonde avec María Cristina Hidalgo (une amie du temps de l'adolescence) une académie de danse et de gymnastique. Elle est ensuite embauchée par le réalisateur Éber Lobato (es), qui l'emmène vivre à Buenos Aires.
À partir de ses débuts à la télévision, jusqu'à la fin de sa carrière, elle est considérée comme l'une des actrices les plus représentatives, en particulier dans sa participation à Derechas ou Flores de Tajy.
En 1989, le groupe Ataque 77 a produit une chanson intitulée Caminando por el Microcentro (EDDA) qui est devenu un classique national, et qui a contribué encore à la popularité de l'actrice.
À partir de 2000, elle s'est davantage investie dans le théâtre, où elle a eu du succès, sans compter ses quelques apparitions à la télévision qui ont été l'occasion de polémiques  et pour elle d'une plus grand popularité.

## Vie familiale
En 1981, elle a une affaire avec l'acteur argentin Germán Kraus (es). Elle a eu aussi une relation avec l'acteur Rolo Puente (es). Il ne semble pas qu'elle ait eu d'enfants avec ses partenaires.

## Cinéma
| Année | Titre                                       | Rôle              | Notes         |
| ----- | ------------------------------------------- | ----------------- | ------------- |
| 1977  | La obertura (es)                            |                   |               |
| 1981  | La pulga en la oreja (es)                   | Olimpia           |               |
| 1981  | De la misteriosa Buenos Aires (es)          | (divers rôles)    |               |
| 1984  | En retirada (es)                            | Cecilia           |               |
| 1985  | Los gatos (Prostitución de alto nivel) (es) | Marlene           |               |
| 1986  | Correccional de mujeres                     | Laura Riguiera    |               |
| 1987  | La clínica del Dr. Cureta (es)              | Abotonada         |               |
| 1996  | Vete de mí (es)                             | Marina            | court-métrage |
| 1997  | El sueño de los héroes (es)                 | Baby              |               |
| 1999  | Tesoro mío (es)                             | Dolores           |               |
| 2000  | Esperando al Mesías (es)                    | femme piège       | caméo         |
| 2004  | Los inquilinos del infierno                 | médium            | film espagnol |
| 2004  | Como mariposas en la luz                    | Laura             |               |
| 2010  | Zinatram, un argentino de viaje             | Balbina           |               |
| 2011  | Olympia                                     | Lebon             |               |
| 2012  | Helena                                      | Elsa              |               |
| 2013  | Nos habíamos ratoneado tanto                | Lucrecia          |               |
| 2013  | No somos animales                           | Adelina Sarmiento |               |
| 2016  | Resentimental                               | Malena Guardis    |               |
| 2019  | Cartero (es)                                | Señora Grois      |               |

## Télévision

### Fiction
| Année     | Titre                                     | Rôle                                                 |
| --------- | ----------------------------------------- | ---------------------------------------------------- |
| 1976      | Recordar los años                         |                                                      |
| 1977      | Flor de barro                             | Monja                                                |
| 1978      | Yo la vi primero                          | Mónica                                               |
| 1978      | El combate                                | Angela                                               |
| 1980      | A todas horas                             | Luciana Grossi                                       |
| 1981      | Teatro de humor                           | Susana (épisode : Soy un sinvergüenza)               |
| 1982      | El oriental (es)                          | Morena                                               |
| 1982      | Viva América                              | Sofía                                                |
| 1983      | Extra Tato                                | Teresa                                               |
| 1985      | Juana Iris                                | Cathy                                                |
| 1986      | Frente al sol                             | Sara Zamudi                                          |
| 1987      | Matrimonios y algo más (es)               | divers rôles                                         |
| 1988      | Las hormigas                              | Paula                                                |
| 1988-1989 | El mago                                   | Laura Roldan                                         |
| 1990      | Amigos son los amigos (es)                | Marcela                                              |
| 1991      | Cosecharás tu siembra (es)                | Narella Colucci                                      |
| 1992      | Signos de medianoche                      | Rebeca Lopez                                         |
| 1993      | Déjate querer (es)                        | Vanesa Machado                                       |
| 1998      | Gasoleros (es)                            | Victoria                                             |
| 2001      | Los amantes                               | Griselda                                             |
| 2002      | Tumberos (es)                             | Marta                                                |
| 2002      | Rebelde Way                               | mère de Vico                                         |
| 2004      | De la cama al living                      | Verónica (épisode : Situación de medianoche)         |
| 2005      | Killer Women (Mujeres asesinas)           | Juana (épisode 1/14 : Brujas incautas y falsa mujer) |
| 2006      | El tiempo no para (es)                    | Karen                                                |
| 2006      | Casados con hijos (es)                    | gardienne de prison (épisode : Enjauladas)           |
| 2006      | Killer Women (Mujeres asesinas 2)         | Susi (épisode 2/10 : Elvira, madre abnegada)         |
| 2009      | Mitos, crónicas del amor descartable (es) | Nora                                                 |
| 2009      | Circo Rojo                                | Agustína Olasabal                                    |
| 2011      | Un año para recordar (es)                 | Patricia                                             |
| 2012      | Graduados                                 | Milagros                                             |
| 2015      | Se trata de nosotros (es)                 | Bustos (épisode : Donde manda capitán)               |
| 2017      | El jardín de bronce (es)                  | Sonia Garcilazo                                      |
| 2020      | La persuasión (es)                        | elle-même                                            |
| 2022      | Journal d'un gigolo (Diario de un gigoló) | Maia                                                 |

### Programmes
| Année | Titre                  | Fonction                        |
| ----- | ---------------------- | ------------------------------- |
| 1982  | Los retratos de Andrés | Co-animatrice invitée           |
| 2001  | Reality, reality       | Participante                    |
| 2015  | Duro de domar (es)     | Panéliste / actrice en sketches |

## Théâtre
Edda Bustamante a poursuivi une longue carrière sur scène, en particulier au Théâtre national Cervantes, au Teatro Maipo, au Teatro Sarmiento (es) et au Teatro Municipal General San Martín (es), sous la direction de metteurs en scène comme Éber Lobato (es) et José María Muscari (es). On peut citer parmi les pièces dans lesquelles elle a joué :
- 1974 : Lolitas pintadas.
- 1974 : Pippin[3] de Stephen Schwartz, sous la direction de Fernando Grahal - Teatro El Nacional.
- 1977 : Chicago de Fred Ebb et Bob Fosse[4], avec  José Luis López, sous la direction de Gene Foote - Teatro El Nacional.
- 1977 : Locas del verano 2000 - Teatro Cómico.
- 1978 : Aquí no podemos hacerlo avec Graciela Pal (es), Ana María Cores (es), Luisa Albinoni (es), Sandra Mihanovich (es), Dalma Milebo (es), Deborah Warren (es), Juan Leyrado (es), Edgardo Moreyra, Ricardo Pashkus (es), Graciela García Caffi et Enrique Quintanilla - Teatro Embassy.
- 1979 : Los tres etcéteras de don Simón de José María Pemán, sous la direction de Julio Piquier - Teatro Larreta[5],[6].
- 1980 : A Chorus Line, de Michael Bennett, Nicholas Dante (en) et James Kirkwood Jr., produit par Alejandro Romay (es), avec Susana Agüero (es), Hugo Gómez (en), Mario Martínez, Sonia Meziat et Raúl Casineiro, sous la direction d'Albin Kanopka et Roy Smithe - Teatro El Nacional[7].
- 1982 : La mujer del domingo avec Rosa Rosen (es), Marcos Zucker, María Maristany et Gustavo Garzón (es) - Teatro El Globo.
- 1982 : La cosa se está poniendo peluda de Hugo Sofovich, avec Don Pelele (es), Lynn Allison (en), Petty Castillo, Turco Salomón, Julio Fedel (es), Norma Sedeil, Nancy Rey, Silvia Peyrou (es), et Pedrito Rico (es) - Teatro Metropolitan.
- 1983 : Blues de la Calle Balcarce , de Sergio De Cecco (es), Carlos Pais et Gerardo Taratuto (es), sous le direction de Villanueva Cosse (es), Francisco Javier et Enrique Molina - Teatro Xirgu - Espacio Untref[8].
- 1983 : El último que apague la luz avec Susana Giménez, Juan Carlos Calabró, Guillermo Bredeston (es), Nora Cárpena (es), Emilio Disi (es), Dorys Del Valle (es) et Ana María Campoy (es) - Teatro Hermitage de Mar del Plata.
- 1985 : Oh! Calcutta!
- 1986 : Dulce caridad avec Jorge Martínez (es), Guadalupe Leuviah (es), Mariquita Gallegos (es), José María Langlais (es), Adriana Salgueiro (es), Sergio Velasco Ferrero (es), Jacques Arndt (es), Perla Caron (es), Ricardo Dupont (es), Guillermo Fernández (es), Francisco Condoleo et Guillermo Angelelli - Teatro Lola Membrives.
- 1989 : Los casos de Juan de Bernardo Canal Feijóo, sous la direction de Francisco Javier - Teatro San Martín[9].
- 1992 : Trescientos millones de Roberto Arlt, avec Belén Blanco, Alejandra Boero, Sergio Corona, Onofre Lovero, et Rita Terranova, sous la direction de José María Polantonio - Teatro San Martín[10].
- 1997 : Alma en pena de Francisco Defilippis Novoa (es) et Eduardo Rovner (es), avec Mario Alarcon (es), Onofre Lovero, Francisco Nápoli, Salo Pasik (es), Daniel Tedeschi, sous la direction d'Alejandra Boero (es) - Teatro Nacional Cervantes[11].
- 2001 : Edda en llamas.
- 2002 : El hombre del destino (en) de George Bernard Shaw, avec Claudio García Satur, Luisa Kuliok, Guido Kaczka et Diego Olivera, sous la direction de Rosa Celentano - Teatro Regina - Tsu[12].
- 2003 : Perejiles de Ricardo Halac, sous la direction de José María Polantonio - Théâtre ANDAMIO ´90[13]
- 2006 : Fanáticas del espectáculo avec Karen Reichardt, Marixa Balli et sandra Smith (es) - Teatro Holiday Cinema Villa Carlos Paz de Córdoba.
- 2007 - 2008 : Fetiche de José María Muscari avec Hilda Bernard et Carla Crespo, sous la direction de l'auteur - Teatro Sarmiento et Teatro La Comedia[14].
- 2010 : Vagones transportan humo d'Alejandro Urdapilleta, sous la direction de Pablo Ini - Teatro El Cubo[15].
- 2012 - 2019 : Como evitar enamorarse de un boludo de Marcelo Puglia, sous la direction de Jorge Scorpaniti - Cultural Castillo Pittamiglio (2012), Teatro Nogaró (2012), Nucleo Espacio Artístico (2019)[16].
- 2013 - 2014 : Algunas mujeres a las que les cagué la vida de Neil LaBute[17] avec Julieta Cayetina, Marcelo Cosentino, Miriam Lanzoni (es) et Lara Ruiz, sous la direction de Marcelo Cosentino - Teatro Picadilly, Teatro Broadway, Cine Teatro Helios, Teatro La Baita, Complejo Cultural Centro Chaqueño (Ex Teatro Español), Teatro Auditórium San Isidro y Teatro Güemes[18].
- 2013-2014 : Fragmentos de un encuentro d'elle-même et Pablo Ini - Facultad de Ciencias Económicas et Teatro Sha[19].
- 2015 : Show Time avec Silvana Chivi Seeward et Sebastián Cardillo - Espacio por el Arte de Bahía Blanca.
- 2016 : Edda & Friends avec Grupo Bilieven - Puntoarte[20].
- 2016-2017 : Día de la Patria de Gonzalo Ariel Villanueva, avec Higinia Guidoni, Lucas Polic, Gonzalo Ariel Villanueva, sous la direction d'Alejandro Magnone - Teatro : La Vieja Guarida[21].
- 2019-2020 : Flores de Tajy, avec Willy Lemos, sous la direction de Valeria Ambrosio - Maipo Kabaret[22].
- 2020 : Actitud Ganadora
- 2020 : Cartero, avec Héctor Bordoni, sous la direction d'Emiliano Serra[23] - Teatro Bauen El Descubridor.
- 2021 : Quince Días para Hablar de Amor
- 2022 : Divino divorcio d'Alfredo Allende, avec Rodolfo Ranni, sous la direction d'Alberto Lecchi[24] - Teatro Maipú (2021), Teatro Municipal Villa Gesell (2022), Teatro Luz y Fuerza (2022), Teatro Moron (2022).

## Radio
En 2008, elle anime le programme Con Edda en la ciudad en AM 1110.

## Revues

### Playboy
En 1989, elle pose dans l'édition argentine de Playboy, dans la parution de mai, dont elle fait la couverture. Elle qualifie ensuite cette expérience comme « el peor arreglo económicode mi vida » (« le pire échange économique de ma vie »).

## Hommage
En 1989, le groupe musical argentin Attaque 77 rend hommage à Edda Bustamante avec une chanson intitulée Caminando por el microcentro, inspirée du rôle de l'actrice dans le film Correccional de mujeres